# ダグ・ロジャース
ダグ・ロジャース（Douglas "Doug" Rogers、1941年1月26日 - 2020年7月20日）は、カナダ連邦ノバスコシア州トゥルーロ出身の柔道選手。階級は重量級。身長190cm。体重111kg。

## 経歴
15歳の時にモントリオールのYMCAで柔道を始めた。
1960年にはカナダから講道館に柔道修行に来てめきめきと力を付け始めた。
1964年の東京オリンピックでは重量級に出場すると、決勝まで進んで猪熊功と対戦するが、場外で無効になったものの一本背負投で投げられるなど優勢に試合を進められて判定負けするが銀メダルを獲得した。
1965年になると、拓殖大学と兵庫県警との2週間の合同合宿に参加して、1日8時間の猛練習にも耐え抜いたことで自信をつけたことにより、東京オリンピック前に猪熊対策を伝授されていた木村政彦を慕って拓殖短期大学貿易科フランス語部に入学することを決めた。入学するなり全日本学生柔道優勝大会東京予選で拓殖大学の初優勝に貢献すると、全日本学生柔道優勝大会では決勝で明治大学の選手相手に一本勝ちするなどオール一本勝ちの大活躍で、拓殖大学の初優勝に大きく貢献することとなった。この際に、｢先生に会わなかったらボクはオリンピックのときから全然強くならなかったでしょう。ボクが頑張れたのも先生が親切に教えてくれたおかげね｣と語った。
さらに、リオデジャネイロで開催された世界選手権に出場するが、重量級では予選で松永満雄に判定で敗れるものの、敗者復活を勝ち上がって準決勝でオランダのアントン・ヘーシンクと対戦するが、一本負けを喫して3位にとどまった。無差別ではオランダのウィレム・ルスカを判定で破るなどしたものの、こちらはメダルを獲得できなかった。
その後、航空会社のパイロットになるためカナダに帰国した。1972年ミュンヘンオリンピックには重量級と無差別に出場したが、かつてのような厳しいトレーニングはすでに積んでいなかったものの、ともに5位となった。
カナディアン航空のパイロットを引退してからも、時々地域の柔道大会に顔を見せていたという。
2020年7月20日に死去。79歳没。

## 人物
今まで多くの有力外国選手が講道館で修行を積んだが、色々な相談や悩みを打ち明けた選手はロジャースただ1人であったという。さらに、オリンピックで優勝したら吉永小百合に会うのが夢であったともいう。

## 主な戦績
- 1964年 - 東京オリンピック　重量級　2位
- 1965年 - 全日本学生柔道優勝大会　優勝
- 1965年 - 世界選手権　重量級　3位
- 1967年 - パンアメリカン競技大会　重量級　2位　無差別　優勝
- 1972年 - ミュンヘンオリンピック　重量級　5位　無差別　5位

(出典、JudoInside.com)。

## 参照
- カナダにおける柔道